# Helophis schoutedeni
Helophis schoutedeni ist eine Schlange aus der Familie der Nattern. Sie ist die einzige Art der Gattung Helophis. Diese Gattung kann derzeit keiner Unterfamilie zugeordnet werden.

## Verbreitung
Helophis schoutedeni ist in der Demokratischen Republik Kongo und in der Republik Kongo im Einzugsbereich des Kongo-Flusses verbreitet.
Die neun bekannten Fundorte (Tondu, Kinshasa, Kwamouth, Bokoro, Bamania, Boteka, Wafanya, Boende, Bumba) liegen alle im Bereich der Östlichen Kongo-Sumpfwälder.

## Merkmale
Die maximale Kopf-Rumpf-Länge von Helophis schoutedeni beträgt bei Männchen 482 mm und bei Weibchen 655 mm, die maximale Schwanzlänge bei Männchen 100 mm und bei Weibchen 102 mm. Weibchen haben also gegenüber Männchen die relativ kürzeren Schwänze (Geschlechtsdimorphismus).
Der Kopf ist kurz und setzt sich kaum vom Rumpf ab. Die Augen sind klein, die Pupillen sind, typisch für Nattern, rund.
Am Oberkiefer sitzen 16 bis 17 kleine Zähne. Alle Zähne sind gleich groß, haben die gleiche Form und sitzen gleichmäßig im Kiefer verteilt. Der Rumpf ist zylindrisch und kräftig gebaut. Der Schwanz ist kurz, zylindrisch und verjüngt sich zu einem deutlich zugespitzten Ende. Die Körperoberseite ist lebhaft kastanienbraun gefärbt und zeigt große schwarze, oft in Querbändern angeordnete Flecken. Bauchseitig ist die Art schwarz gefärbt.

### Beschuppung
Die Schuppen auf der Oberseite des Körpers sind deutlich gekielt. An der Körpermitte hat die Gattung Helophis 23 Rückenschuppenreihen. Die 153 bis 180 Bauchschuppen bei Männchen und 156 bis 169 bei Weibchen sind ungekielt. Der Analschild ist geteilt. Daran schließen sich bei Männchen 38 bis 59 und bei Weichen 36 bis 46 meist paarig angeordnete Subcaudalia an. Nur im hintersten Bereich können einige Subcaudalia unpaarig sein.
Die Kopfschilde von Helophis schoutedeni sind dunkelrot, die Nähte zwischen ihnen erscheinen schwarz. Der Rostralschild ist klein, abgerundet und breiter als lang. Aus der Obersicht ist gerade ein schmaler Teil davon erkennbar. Die Internasalia bilden zwei rechtwinkelige Dreiecke. Die Naht zwischen beiden ist etwas tiefer als die zwischen den beiden Präfrontalia. Letztere sind ebenfalls breiter als lang. Der Stirnschild (Frontale) ist deutlich länger als breit und etwas länger als sein Abstand von der Schnauzenspitze. Die beiden Parietalia sind lang und breit, zusammen sind sie breiter als lang. Die Naht zwischen ihnen ist nur wenig kürzer als der Stirnschild. Die Nasenlöcher zeigen aufwärts, sie liegen jeweils zwischen den beiden Nasalia, dem Pränasale und dem bei Helophis schoutedeni kürzeren Postnasale.

### Ähnliche Arten
Helophis schoutedeni unterscheidet sich deutlich von allen anderen Nattern und wurde deshalb von Anfang an in eine eigene Gattung gestellt. Am nächsten kommt sie der im selben zentralafrikanischen Verbreitungsgebiet vorkommenden Hydraethiops melanogaster aus der Unterfamilie der Wassernattern. Von ihr unterscheidet sie sich durch die größere Anzahl von Zähnchen am Oberkiefer und durch ihre zwischen zwei Kopfschilden gelegenen Nasenlöcher.

## Forschungsgeschichte
Über die Lebensweise, Verbreitung und verwandtschaftlichen Verhältnisse dieser Schlangenart ist wenig bekannt, da zwischen 1921 und 2012 insgesamt nur vier Exemplare wissenschaftlich untersucht werden konnten. Es gab bis zu diesem Zeitpunkt keine Fotos von lebenden Exemplaren. Während einer Expedition im Juni/Juli 2012 zur Demokratischen Republik Kongo konnte dann ein einziges Individuum in Kinshasa nahe dem Kongo-Fluss gefangen werden. Während der Handhabung zeigte die Schlange ein ruhiges Verhalten ohne Abwehrreaktionen, sie bemühte sich aber zu entkommen. Somit konnten die ersten Fotos eines lebenden Exemplars angefertigt werden.
Außerdem wurden in der herpetologischen Sammlung des Royal Museum for Central Africa (RMCA) weitere Exemplare entdeckt, von denen vier in den 1950er und 1960er Jahren gesammelt wurden sowie weitere 32 Exemplare in den 1980er Jahren. Dadurch konnten neue Informationen zur Artdiagnose und Verbreitung gewonnen werden.
Molekulargenetische Untersuchungen fehlen, so dass Helophis schoutedeni bisher in keine der zahlreichen Unterfamilien der Nattern eingereiht werden konnte.

## Taxonomie
Der belgische Herpetologe Gaston-François de Witte beschrieb die Schlange erstmals 1922 unter dem Namen Pelophis schoetedeni. 20 Jahre später musste de Witte den Gattungsnamen ändern, weil es bereits den Gattungsnamen Pelophis Fitzinger, 1843 für einige Arten der Wassertrugnattern gab.
Der Artname wurde von de Witte zu Ehren des belgischen Zoologen Henri Schouteden gewählt, der 1921 zwei Exemplare dieser Schlange im damaligen Belgisch Kongo entdeckt hatte.